# Kurt Student
Kurt Arthur Benno Student (12. května 1890 – 1. července 1978) byl vysoce vyznamenaný německý bojový pilot z první světové války a pozdější generálplukovník (Generaloberst) německé Luftwaffe za druhé světové války, kdy byl architektem a velitelem německých výsadkových vojsk. Mimo jiné byl držitelem mnoha vojenských vyznamenání včetně Rytířského kříže železného kříže s dubovými ratolestmi.

## Mládí a první světová válka
Kurt Student se narodil 12. května roku 1890 ve vesnici Birkholz v pruské provincii Braniborsko. Ve svých jedenácti letech přestoupil ze základní školy na královskou pruskou vojenskou akademii v Postupimi. Po jejím dokončení na jaře roku 1910 byl k 3. březnu zařazen jako praporčík (Fähnrich) k 1. praporu horských myslivců ‘Yorck von Wartenburg’ (1. Jäger-Battalion ‘Yorck von Wartenburg’) v Ortelsburgu.
K počátku května téhož roku nastoupil na vojenskou školu v Gdaňsku, kde studoval až do počátku března následujícího roku. Po dokončení se vrátil zpět k 1. praporu horských myslivců ‘Yorck von Wartenburg’ a zde zůstal až do 1. srpna roku 1913. Následně se Student, již v hodnosti poručíka (Leutnant), přihlásil na pilotní výcvik na vojenské pilotní škole v Berlíně-Johannisthalu. Pilotní kurz dokončil ke konci ledna roku 1914 a následně začal sloužit u letecké vojenské základny v Poznani. Zde byl v červnu téhož roku zařazen jako pilot k místnímu 2. leteckému praporu (Flieger-Bataillon 2).
V srpnu stejného roku ho však čekalo další přeložení a to tentokrát k 17. polnímu leteckému praporu (Feld-Flieger-Bataillon 17) s nímž byl následně odvelen na východní frontu, kde se utkával na haličské frontě s carskými leteckými jednotkami. V únoru roku 1916 se mladý nadporučík Student vrátil na západní frontu, kde čelil francouzským a britským letadlům jako bojový pilot 19. bojového oddílu (Kampfstaffel 19) od 4. bojové eskadry (Kampfgeschwader 4), která spadala pod nejvyšší armádní velení.
Na podzim roku 1916 byl přeřazen jako pilot k 9. bojové eskadře (Jagdstaffel 9), kde o necelý týden později převzal velení celé jednotky. Ve velení eskadry zůstal Student až do května následujícího roku, kdy byl zraněn ve vzdušném souboji nepřátelským letounem a až do července téhož roku se ze svých zranění léčil.
Funkce velitele bojové eskadry ho čekala i po návratu na frontu, avšak tentokrát byl zařazen k eskadře spadající přímo pod 3. armádu generálplukovníka Karla von Einema.
Ve velení byl vystřídán až ke konci února roku 1918, kdy byl zařazen k 3. leteckému záložnímu oddílu (Fliegerersatz-Abteilung 3) ve městě Gotha. K počátku následujícího měsíce byl zkušený pilot Student jmenován velitelem této letecké jednotky.
Ke konci května téhož roku byl Student povýšen do hodnosti kapitána (Hauptmann) a byl jmenován do funkce velitele oddělení pro experimenty a vědu u leteckého velení. V této funkci přečkal Student válku a zůstal zde až do konce září roku 1919.
Během své služby v první světové válce byl Student jednou raněn v boji a propracoval se až do hodnosti kapitána (Hauptmann). Krom řady vyznamenání jako je např. rytířský kříž královského pruského domácího řádu Hohenzollernů s meči nebo obou tříd pruského železného kříže se mohl pyšnit šesti potvrzenými vítězstvími ze vzdušných soubojů.
V meziválečném období pracoval Student v oblasti vojenského výzkumu a vývoje. Versaillská smlouva nezakazovala provoz kluzáků, proto se Student soustředil na tuto oblast. Byl rovněž několikrát přítomen leteckým cvičením Rudé Armády, podle historiků šlo o inspiraci pro jeho pozdější letecké operace. Po obnově luftwaffe se Student z armády a vrátil se zpět k letectvu, navíc ho Hermann Göring jmenoval vedoucím výcvikových středisek. V červenci 1938 pak byl jmenován velitelem vzdušných a výsadkových jednotek, v době, kdy začala II. světová válka, byl už velícím generálem 7. letecké divize a 1. německé výsadkové divize.

## Druhá světová válka
Studentova jednotka nebyla nasazena při invazi do Polska a ve svých prvních akcích se příliš nevyznamenala. V Holandsku po začátku bojů o Haag dne 10. května 1940 nedokázali obsadit tři letiště a Němci tu utrpěli obrovské ztráty. Student byl v následných bojích o Rotterdam zasažen do hlavy (i když se později jeho zranění vysvětlovalo různě) a málem upadl do zajetí – zachránit se ho podařilo až 14. května při nechvalně známém bombardování Rotterdamu.
Podílel se pak zejména na přípravě úspěšného úderu na belgickou pevnost Eben-Emael, za což byl vyznamenán Rytířským křížem železného kříže s dubovými ratolestmi za odvahu.
V lednu 1941 byl Student jmenován velícím generálem XI. oddílu Freikorps – šlo o nově zformovanou jednotku německých vzdušných sil. Byl pověřen velením operace Merkur, což byla vzdušná invaze na Krétu. Nakonec se podařilo ostrov dobýt, ovšem za cenu nesmírných ztrát, což vedlo Hitlera k zákazu jakýchkoli podobných akcí. Po kapitulaci Kréty 31. května 1941 zde Student zůstal jako dočasný velitel ostrova a na Göringův příkaz zahájil rozsáhlé represe proti místnímu obyvatelstvu (mezi nejhorší akce patřily masakr v Kondomari a vyhlazení Kandanu).
V roce 1943 Student pověřil majora Haralda Morse, aby naplánoval operaci Unternehmen Eiche k osvobození italského diktátora Benita Mussoliniho. Pod velením kapitána Otty Skorzenyho se povedlo prakticky bez jediného výstřelu Duceho osvobodit z horského hotelu Campo Imperatore. I za tuto akci dostal Student vyznamenání v podobě Železného kříže.
Další kroky Studenta směřovaly přes Itálii do Francie, kde se zúčastnil obrany pobřeží při invazi spojenců v Normandii (1944). Stanul v čele 1. armády parašutistů a pokoušel se zhatit britskou operaci Market Garden u Arnhemu. Už v roce 1945 se přemístil na východní frontu v oblasti Šlesvicko-Holštýnsko, kde měl převzít armádní skupinu Vistula, v dubnu 1945 byl ale zajat u Mecklenburgu britskými vojáky dřív, než se mohl chopit velení.

## Válečné zločiny a poválečný život
Kurt Student byl v roce 1947 obžalován v osmi bodech za týrání a vraždy vězněných vojáků, kterých se dopustily jeho jednotky na Krétě, stejně jako za zločiny proti civilnímu obyvatelstvu tamtéž (Kondomari, Alikianos, Kandanos). Vina mu byla prokázána ve třech z osmi žalob, ale na výši jeho trestu mělo dopad svědectví velitele 4. novozélandské brigády Lindsay Merritta Inglise. Student byl nakonec odsouzen k pěti letům vězení, ale už v roce 1948 mu byl ze zdravotních důvodů trest předčasně ukončen. Po propuštění žil ve městě Lemgo v Severním Porýní-Vestfálsku, kde také v roce 1978 zemřel. Byl pohřben v sousedním městě Bad Salzuflen. Po jeho boku spočívá i jeho jediný syn Hans, který padl v boji v září 1944.

## Shrnutí vojenské kariéry

### Data povýšení
- Fähnrich – 3. březen, 1910
- Leutnant – 20. březen, 1911
- Oberleutnant – 18. červen, 1915
- Hauptmann – 20. červen, 1918
- Major – 1. leden, 1930
- Oberstleutnant – 1. leden, 1934
- Oberst – 1. říjen, 1935
- Generalmajor – 1. duben, 1938
- Generalleutnant – 1. leden, 1940
- General der Flieger, později přejmenován na General der Fallschirmtruppe – 29. květen, 1940
- Generaloberst – 13. červenec, 1944

### Významná vyznamenání
- Rytířský kříž železného kříže (18. držitel) – 12. květen, 1940
- Dubové ratolesti k rytířskému kříži železného kříže (305. držitel) – 27. září, 1943
- Rytířský kříž královského pruského domácího řádu Hohenzollernů s meči – 5. červen, 1917
- Spona k pruskému železnému kříži II. třídy – 20. září, 1939
- Spona k pruskému železnému kříži I. třídy – 20. září, 1939
- Pruský železný kříž I. třídy – 29. srpen, 1915
- Pruský železný kříž II. třídy – 26. září, 1914
- Rytířský kříž královského saského Albrechtova řádu II. třídy s meči – 21. červen, 1915
- Královský pruský pilotní odznak – 27. únor, 1914
- Královský pruský letecký pamětní odznak – 10. září, 1919
- Odznak za zranění v černém (První světová válka)
- Čestný pohár za vítězství ve vzdušném souboji (První světová válka)
- Říšský pilotní odznak – 21. květen, 1935
- Odznak za zranění ve stříbře(1939)
- Kříž cti
- Sudetská pamětní medaile se sponou Pražský hrad
- |  |  |  Služební vyznamenání wehrmachtu od IV. do I. třídy